# Rachel Rourke
Pour les articles homonymes, voir Rourke.
Rachel Rourke est une ancienne joueuse australienne de volley-ball née le 1er octobre 1988 à Nambour. Elle mesure 1,92 m et jouait au poste d'attaquante. Elle a totalisé 60 sélections en équipe de Australie. Elle a mis un terme à sa carrière de volleyeuse professionnelle en janvier 2020. 

## Clubs
| Club                    | De        | À         |
| ----------------------- | --------- | --------- |
| Queensland              | 2004-2005 | 2004-2005 |
| QAS Pirates             | 2005-2006 | 2005-2006 |
| Oregon State University | 2006-2007 | 2009-2010 |
| Volley San Vito         | 2010-2011 | 2010-2011 |
| Muszynianka Muszyna     | 2011-2012 | 2011-2012 |
| Atom Trefl Sopot        | 2012-2013 | 2012-2013 |
| Rabita Bakou            | 2013-2014 | 2013-2014 |
| Pink Spiders            | 2014-2015 | 2014-2015 |
| Sichuan Volleyball      | 2015-2016 | 2016-2017 |
| Beijing Volleyball      | 2017-2018 | 2019-2020 |

## Palmarès
- Supercoupe de Pologne
  - Vainqueur : 2011.
  - Finaliste : 2012.
- Championnat de Pologne
  - Vainqueur :2013.
  - Finaliste :2012.
- Championnat d'Azerbaïdjan
  - Vainqueur : 2014.
- Championnat de Chine
  - Vainqueur : 2019.